# Pilar Martín Fernández
María Pilar Martín Fernández (Madrid, 1973) es una investigadora española especializada en Inmunología y profesora en el Centro Nacional de Investigaciones Cardiovasculares (CNIC).

## Biografía
Nació en Madrid en 1973. Se licenció en Ciencias Biológicas en el año 1996 por la Universidad Complutense de Madrid. Se doctoró en Inmunología en la misma universidad en el año 2001. Es Assistant Professor en el Centro Nacional de Investigaciones Cardiovasculares (CNIC) y autora de numerosas publicaciones en revistas científicas de alto impacto.
Sus investigaciones se han centrado en conocer el papel del sistema inmune en diferentes patologías como el cáncer, el asma, la artritis o las enfermedades cardiovasculares. En 2016 recibió una Beca Leonardo de la Fundación BBVA con el proyecto: “Novedosa estrategia para el diagnóstico diferencial entre miocarditis aguda e infarto agudo de miocardio”. Gracias a esta investigación se desarrollaron dos patentes: Método para el diagnóstico de cardiomiopatías y Kit para el diagnóstico de miocarditis aguda.

## Premios y reconocimientos
- 2016 Beca Leonardo de la Fundación BBVA.[2]